# امی سنه
امی سنه (فرانسوی: Amy Sène‎؛ زادهٔ ۶ آوریل ۱۹۸۶) ورزشکار دو و میدانی در رشته پرتاب چکش زاده فرانسه اهل سنگال است که در بازی‌های آفریقایی و مسابقات قهرمانی آفریقا برندهٔ ۴ مدال طلا و ۲ مدال نقره شده‌است.